# 阿部直生
阿部 直生 （あべ なおき、1989年5月18日 - ）は、日本の俳優。福島県出身。以前はグッドスマイルカンパニータレントマネジメント部門WHOOPEEに、その後にEndearに所属していたが、現在はフリー。
身長180cm、体重63kg。

## 人物
- 愛称は「あべし」。
- 趣味は舞台観劇。
- 特技はスピードスタックス。
- 2014年4月、黒田アーサー氏がアドバイザーとして監修に携わるイケメン集団「STYLISH BOYS」の結成メンバーとなる。

## 出演作品

### 舞台
- 野暮探偵捕物帖 （2009年3月21日 - 3月22日） - 一平 役
- 劇団VitaminX 〜Legend Of Vitamin〜 （2010年9月26日 - 10月4日）
- ニコニコミュージカル第5弾 DEAR BOYS -Double Revenge- （2011年4月30日 - 5月8日） - 高階トウヤ 役
- 流れる雲よ （2011年6月13日 - 19日） - 川西なるき 役
- スーパーミュージカル 聖闘士星矢 （2011年7月28日 - 31日）- キグナス氷河 役
- ソラリネ「アメリカン家族」 （2011年8月30日 - 9月4日）- 岡村篤 役・岡田翼 役
- ミスターXからの招待状 （2011年10月12日 - 10月16日）- 秋沢純一 役
- 東京俳優市場2011冬 第1話『きよしこの猫』 （2011年12月7日 - 12月12日）- マサヒト 役
- ACTOR'S TRASH ASSH「雷ケ丘に雪が降る」 （2012年3月14日 - 3月18日）- 地神：剛力大地 役
- 翠組 midori-gumi 第1回公演 ギャルソン編 vol.1 「集・団・面・接」 （2012年3月22日 - 3月27日）- 伊藤翼 役
- ソラリネ「Book Gallery Café グリムの森」 （2012年4月17日 - 4月22日）- カエルの王様 役（ゲスト出演）
- 翠組 midori-gumi 第2回公演 教室編 「放課後サマージャム」 （2012年6月13日 - 6月17日）（ゲスト出演）
- 平成時代劇 萬屋錦之助一座 ざ☆よろきん 旗揚公演「纏若衆〜木遣り唄〜」 （2012年7月4日 - 7月12日）- 蟷螂 役
- コミックス☆GOGO （2012年8月17日 - 8月26日）- サラリーマン健太郎 役（ゲスト出演）
- 翠組 midori-gumi 第3回公演 「ライト・リライト」 （2012年8月23日 - 8月28日）- ミル 役（主役）
- 不消者（けされず）第17回公演 「最後の五人のアッコちゃんから、一人の新たなひみつのアッコちゃんへ」 （2012年9月19日 - 9月23日）- 熊代友生 役
- オーストラ・マコンドー 4thオーストラ 「好き好き大好き超愛してる。」 （2012年11月7日 - 11月11日）- 安藤賞太 役
- GROW-UP Produce Vol.1 「DOG's」 （2013年1月23日 - 2月3日）- ジャッキー 役
- 死神姫の再婚〜旦那様、お買い上げありがとうございます！ （2013年3月13日 - 3月17日）- 聖職者ユーラン 役
- MOSHショコレ05「理由なき反抗」 （2013年5月28日 - 6月2日）
- 劇団CORNFLAKES「博士と太郎の異常な愛情」 （2013年7月24日 - 7月30日）- 飯田橋ハジメ 役（ゲスト出演）
- 二代目はクリスチャン （2013年9月26日 - 9月29日））- 英二 役
- HYBRID PRJECT Vol.11「ウォルター・ミティにさよなら2013」 （2013年10月27日 - 11月4日）- 室田 役
- 人狼 ザ・ライブプレイングシアター #08:MISSION The Castle Job （2013年12月25日 - 12月31日）
- ミュージカル☆忍者じゃじゃ丸くん （2014年5月20日 - 5月25日）- かげ丸 役
- 「WAR→P！ in Fantasy 〜神託の花嫁と夜明けの鍵〜 Oβver.」 （2014年11月21日）（ゲスト出演）
- 超歌劇（ウルトラミュージカル）「幕末Rock」  （2014年12月24日 - 12月29日）- アンサンブル
- 「WILD HALF〜奇跡の確率〜」 （2015年1月15日 - 1月18日）- 烏丸カオル 役
- はっぴぃはっぴぃどりーみんぐVol,8 「HIDEYOSHI 2015」 （2015年3月3日 - 3月8日）
- 「戦国無双 関ヶ原の章」 （2015年5月2日 - 5月7日）- アンサンブル

### 映画
- THE 東京フラワーチョコレート（2010年）

### TVドラマ
- 超人ウタダ （2008年） - 私服警官 役
- 再婚一直線! （2008年）
- 交渉人 （2009年） - FBI 役
- 赤い糸 （2009年）
- 仮面ライダー鎧武 第18話 （2014年2月16日、テレビ朝日）

### その他
- ESMOD TOKYOFASHION SHOW モデル （2008年）
- 携帯サイト「ビジュアルボーイ」 （2011年6月24日‐）
- 〜アニソン夏ライブPART8〜紅白対抗うた祭／コミケもいいけどライブもね！（2012年8月11日）